# Fleroxacin
Fleroxacin ist ein Arzneistoff aus der Gruppe der Chinolon-Antibiotika, genauer der Fluorchinolonantibiotika. Es wurde erstmals 1981 von Kyorin patentiert und wird in Form des Monohydrochlorids eingesetzt. In Deutschland war das Medikament von 1995 bis 2003 unter dem Namen Quinodis auf dem Markt.

## Eigenschaften
Das antimikrobielle Spektrum umfasst eine Reihe von gramnegativen Keimen, darunter Enterobacteriaceae wie Klebsiellen, E. coli, Salmonellen, Shigellen und Yersinien sowie Haemophilus und Neisserien, auch gegen viele Staphylokokken ist Fleroxacin gut wirksam. Gegen Pseudomonas ist es weniger gut wirksam, weitgehend unwirksam ist es gegen Streptokokken und Enterokokken.

## Verwendung
Fleroxacin gehört zu den Fluorchinolonen mit breitem Indikationsspektrum. Es kann sowohl oral als auch parenteral verabreicht werden, wobei meistens eine einmalige Dosis ausreicht. Es kann unter anderem zur Behandlung von Infektionen der ableitenden Harnwege, der Atemwege und der Haut eingesetzt werden. Die Einnahme von Fleroxacin führte, im Vergleich mit anderen Antibiotika, nach der Markteinführung zu einem erhöhten Auftreten von unerwünschten Wirkungen, was zur Marktrücknahme des Medikaments führte.

## Pharmakokinetik
Die Substanz wird nach oraler Gabe rasch und nahezu vollständig resorbiert, maximale Plasmaspiegel entstehen nach 1 bis 2 Stunden. Die Halbwertszeit beträgt 10 bis 12 Stunden, weshalb pro Tag eine einmalige Gabe ausreicht. Die Ausscheidung erfolgt größtenteils renal, d. h. über die Nieren.